# Drayton (Warwickshire)
Drayton – przysiółek w Anglii, w Warwickshire. Leży 3 km od miasta Stratford-upon-Avon, 15,6 km od miasta Warwick i 138,1 km od Londynu. W latach 1870–1872 osada liczyła 20 mieszkańców.